# Підмаренник несправжній
Підмаренник несправжній (Galium spurium) — вид рослин родини маренові (Rubiaceae), поширений у Європі, Африці, Азії, Канаді.

## Опис
Слабка витка однорічна трава 0.3–1.8 м завдовжки з колючими, але деколи оголеними стеблами. Листки й прилистки ростуть кільцями по 6–8, пластини лінійно-ланцетні або лінійно-ланцетні звужені при основі, розміром 1–4(4.7) см × 1–3(6) мм, з ниткоподібним кінчиком на верхівці, клиноподібні на основі, поля й центральна жилка з грубими колючками, що робить всю рослину чіпкою.
Суцвіття (напівзонтики) 1–9-квіткові, але іноді з багатьма плодами, які ростуть у вузлах основного стебла або головних гілок; квітконіжки 0–3.2(3.7) см завдовжки. Чашечка волохата або гола. Вінчик зеленувато-білого, білого, зеленого або жовтуватого забарвлення, 1–2 мм завширшки; трубка 0.3–0.4 мм завдовжки; пелюстки 0.7–1.1 × 0.5–0.6 мм. Плоди вкриті крючковидими волосками без горбків (дуже рідко з горбками) або голі. Плід — 2-дольний схизокарп, карпели півсферичні, 2–3 мм завширшки.

## Поширення
Поширений у Європі,  Африці, Азі, Північній Америці: Канаді.
В Україні зростає в чагарниках, як бур'ян в посівах і садах — на всій території.

## Галерея

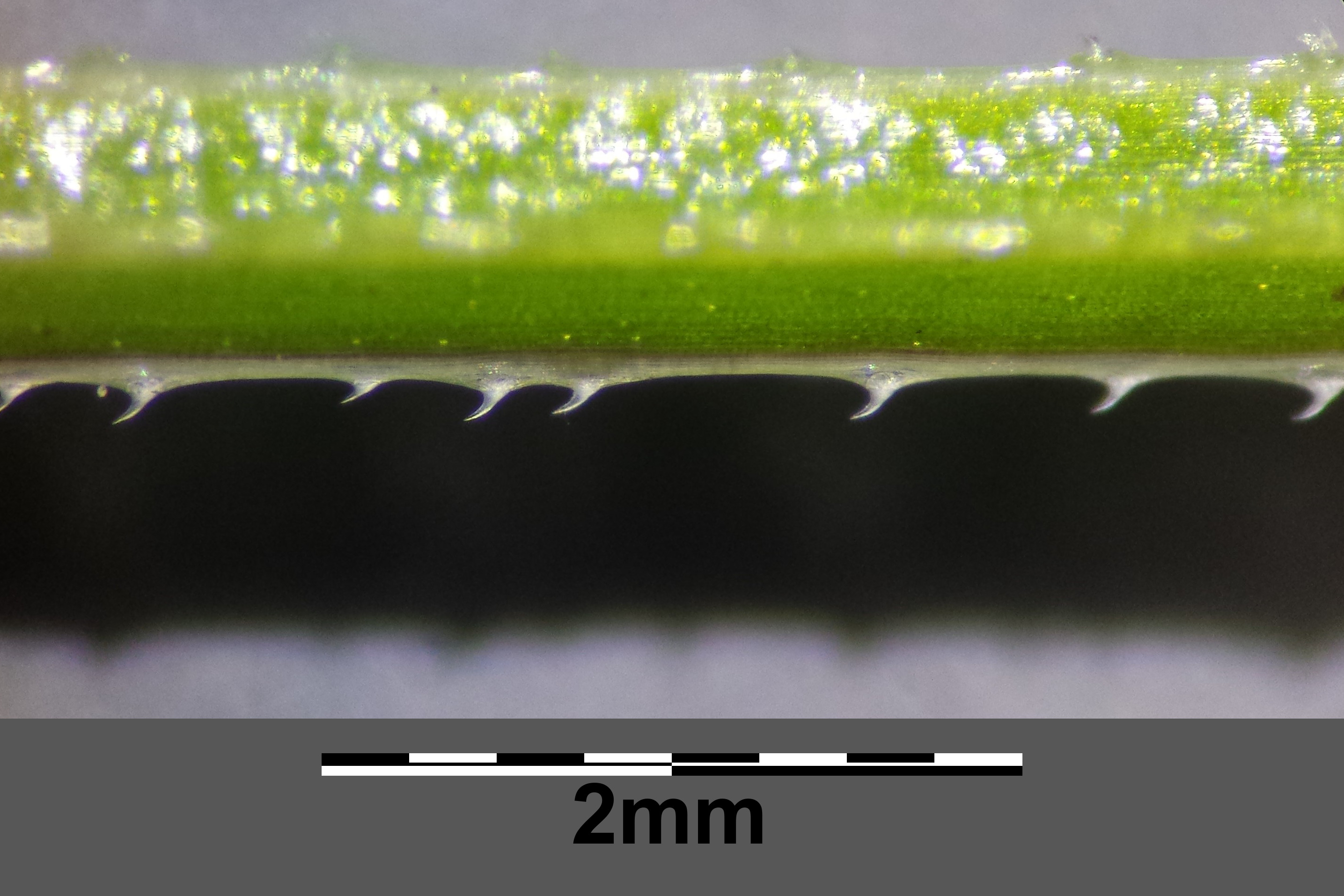
стебло
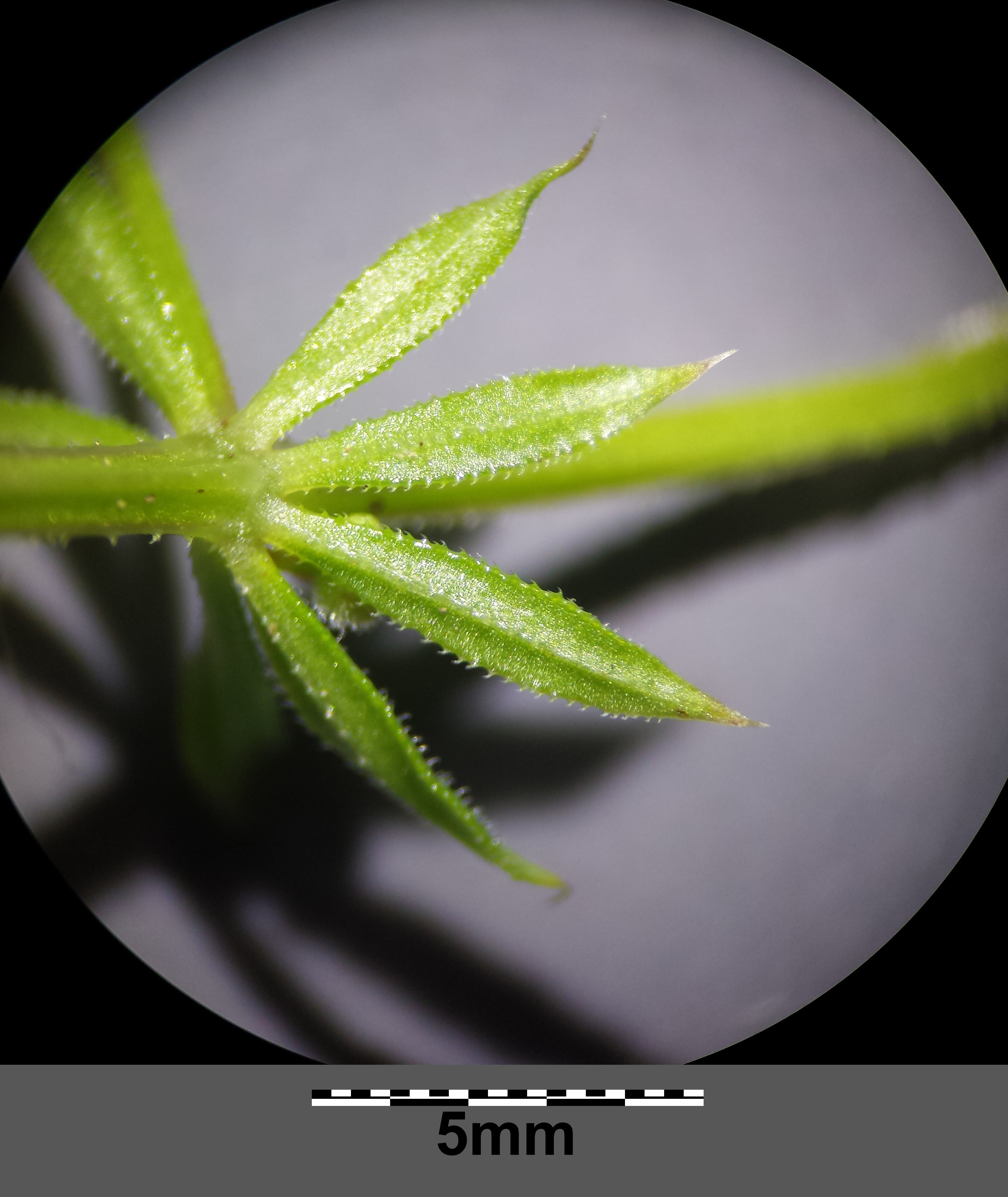
кільце листя
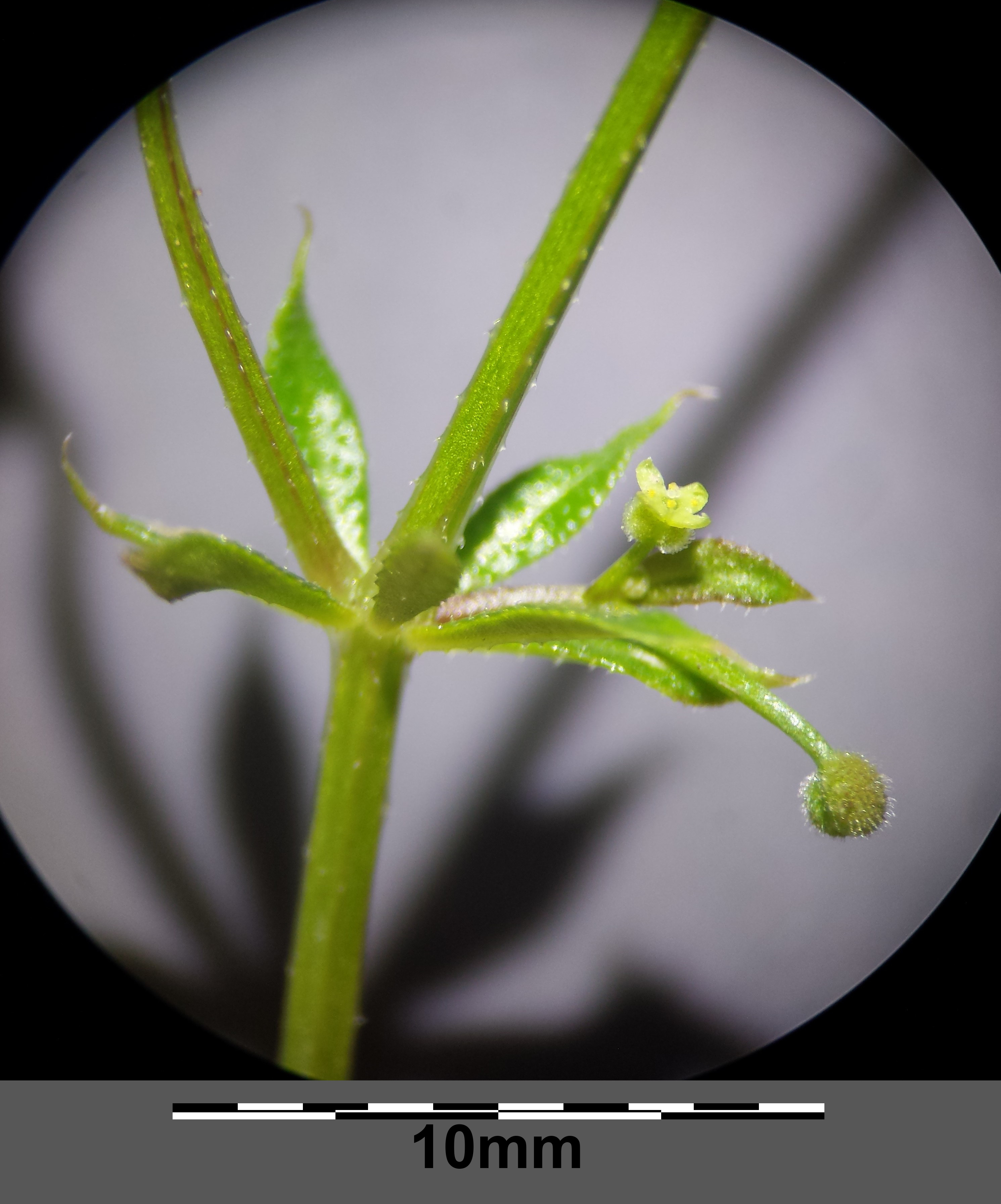
суцвіття
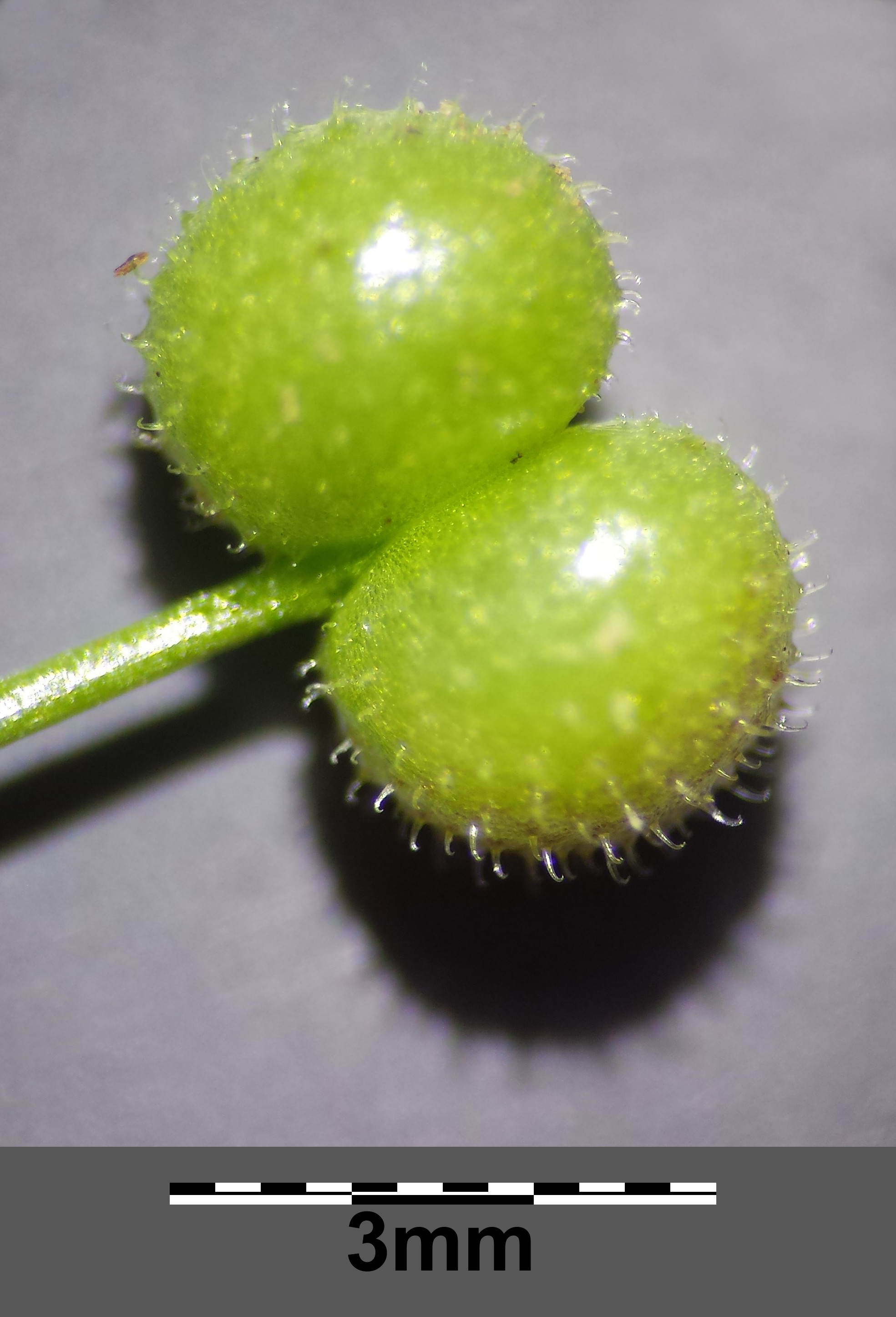
плід